# Voždovac Stadium
Estádio Voždovac ( em sérvio:  Стадион ФК Вождовац / Stadion FK Voždovac   ), também conhecido como Stadion Shopping Center, é um estádio de futebol em Belgrado, na Sérvia, e é a casa do Voždovac Belgrado . Um dos poucos estádios com cobertura do mundo, foi construído no topo de um shopping center em Voždovac e inaugurado em agosto de 2013.